# Rupert af Salzburg
Rupert af Salzburg (ty.: Der Heilige Rupert von Salzburg) (omkring 650 – 27. marts 718) var den første biskop i Salzburg, den første abbed for Stift Sankt Peter og er skytshelgen for delstaten Salzburg.

## Liv
Ruperts navn ses også skrevet som Hruodpert, Ruodpert eller Hrodbert. Rupert er af højadelig afstamning og står i tæt familieskab med kongeslægten Merovingerne. Han fungerede i det 7. århundrede efter anmodning fra hertug Theodo 2. som biskop af Worms begyndende i den dengang bayeriske hovedstad Regensburg og underviste hertugen og hans følge i den "rette" katolske tro.
Rupert fik sidenhen af hertug Theodo tilladelse til efter forgodtbefindende at finde et egnet sted, hvor han kunne bygge kirker og de for ham egnede kirkelige bygninger.
Rupert forlod Regensburg og sejlede nedad Donau til grænsen for Avarernes herskabsområde, dvs. Lorch (Lauriacum). Her fandtes en tidligere førkristelig beboelse. Hans oprindelige plan om at kristne avarerne og slaverne måtte han opgive på grund af krig og uroligheder.
Han tog dernæst videre, formodentlig af den gamle romervej gennem Traungau over Attergau i retning Salzburg. Efter et kort ophold i Seekirchen besluttede han for at nedsætte sig i Salzburg. Her fandt han romersk restbefolkning og formentlig også en siden senantikken bestående munkeorden. Han opførte her en kirke til ære for den hellige Petrus på det sted, hvor den nuværende Salzburger Dom står. Petersklosteret, som han opførte, er det i det tyske sprogområde ældst bevarede kloster.
Under beskyttelse af "Oberen Burg" grundlagde den hellige Rupert 711/12 Kloster Nonnberg, der i dag består som verdens ældste uafbrudt bestående kristelige kloster for kvinder.
Rupert vendte en kort tid hjem i 714, for at hente sin niece Erintrudis og nogle mandlige hjælpere. Rupert døde formentlig den 27. marts 718 og sandsynligvis i Worms. Hans legemelige rester blev af den hellige Virgil i forbindelse med indvielsen af den nye Salzburger Dom den 24. september 774 overført til Salzburg.

## Salzburgs festdag
Den 24. september, dagen for den Hellige Ruperts bisættelse i Salzburg, fejres som festdag i delstaten Salzburg, og skolerne holder lukket. På denne dag holdes en særlig markedsfest, den såkaldte Rupertikirtag, i Salzburg by. Rupert er endvidere skytshelgen for delstaterne Kärnten og Salzburg, byen Salzburg samt saltminerne og saltværksarbejderne. Han er også skytshelgen for hunde. Han er udnævnt til "Bayernes Apostel" og Bayerns delstatsbeskytter gennem hans missionering af hertugdømmet Bayern og dåben af Theodo i Regensburg.

## Ikonografi
Rupert bliver billedligt mest fremstillet som biskop med et saltfad. De ældste fremstillinger viser ham som biskop med en bog og hans to medhjælpere. Herudover findes også fremstillingen af Ruperts dåb af hertug Theodo. Endvidere ser man i dag også ofte Rupert fremstillet med den undergørende billede fra Altötting.
I følge en gammel legende var Rupert den der fandt saltkilderne i Reichenhall, som han gennem et slag med sin stok i klippen lod springe. Derfor afbildes han ofte med saltfadet fra Reichenhall.